# Ulf Ekberg
Ulf Gunnar Ekberg (Göteborg, 1970. december 6. –), művésznevén Buddha svéd zenész, énekes, dalszerző, zenei- és televíziós producer, valamint üzletember, az Ace of Base popegyüttes tagja.
Ekberg az Ace of Base 1987-es megalakulásakor az egyedüli tag volt, aki nem a Berggren-testvérek (Jonas, Linn és Jenny) közül került ki. A Happy Nation albumon majdnem minden dalban társszerzőként működött közre.
Fiatal korában szimpatizált a neonáci mozgalommal, amelyet saját bevallása szerint azóta mélységesen megbánt. Párja 1994 és 2000 között Emma Sjöberg svéd színésznő volt, jelenleg Stockholmban él barátnőjével, Johanna Aybarral és három gyermekükvel.